# Kråknäbbad drongo
Kråknäbbad drongo (Dicrurus annectens) är en fågel i familjen drongor inom ordningen tättingar.

## Utseende och läten
Kråknäbbad drongo är en 27–32 cm lång medlem av familjen och liksom de flesta andra arter i familjen med helsvart, glänsande fjäderdräkt. Som namnet avslöjar är näbben kraftig. Karakteristiskt är även den grund kluvna men kraftigt utsvängda stjärten. Sången består av högljussa visslingar och spinnande ljud, med en karakterisk fallande serie med harpliknande toner.

## Utbredning och systematik
Fågeln förekommer från östra Himalaya till södra Kina och flyttar till Sydostasien och Stora Sundaöarna. Den behandlas som monotypisk, det vill säga att den inte delas in i några underarter.

## Status och hot
Arten har ett stort utbredningsområde, men tros minska i antal, dock inte tillräckligt kraftigt för att den ska betraktas som hotad. Internationella naturvårdsunionen IUCN listar arten som livskraftig (LC).

## Namn
Tidigare angavs det vetenskapliga artnamnet som annectans, men studier visar att detta är en felstavning av annectens.